# طوني هاتسون
طوني هاتسون (بالإنجليزية: Tony Hutson)‏ هو لاعب كرة قدم أمريكية أمريكي، ولد في 13 مارس 1974 في هيوستن في الولايات المتحدة.

## وصلات خارجية
- طوني هاتسون على موقع مرجع كرة القدم المحترفة.كوم (الإنجليزية)